# Joe Aiello
Giuseppe Aiello, detto anche Joe (Bagheria, 27 settembre 1890 – Chicago, 23 ottobre 1930), è stato un mafioso italiano.

## Biografia

### I primi anni
Giuseppe Aiello nacque a Bagheria, in provincia di Palermo, il 27 settembre del 1890. Aveva dieci tra fratelli e sorelle; alcuni di loro si stabilirono negli Stati Uniti d'America e nel luglio del 1907 egli decise di raggiungerli. La famiglia Aiello mise su diversi affari sia a New York sia a Chicago, divennero importatori di generi alimentari come olio d'oliva, formaggi, zucchero e altri prodotti tipici siciliani. In una di queste attività Aiello era socio di Antonino Lombardo detto Tony, potente boss mafioso e futuro capo dell'Unione Siciliana di Chicago, nonché braccio destro di Al Capone.

### Gli affari
I fratelli Aiello aprirono anche alcune panetterie e pasticcerie. Nel 1920, con l'inizio del proibizionismo, Aiello aggiunge il commercio illegale dell'alcol agli altri suoi racket che comprendevano estorsioni, gioco d'azzardo, usura e prostituzione. La sua cosca era composta da circa sessanta "uomini d'onore", quasi tutti suoi consanguinei, come i suoi fratelli, i suoi cugini e nipoti. Nel 1924 Mike Merlo, temuto e rispettato capo dell'Unione Siciliana muore per cause naturali, di conseguenza scoppia la guerra tra la famiglia mafiosa dei Fratelli Genna (originari di Marsala) appoggiati da Al Capone (all'epoca uomo di fiducia della famiglia) e le bande irlandesi degli O'Banion e degli O'Donnell.

### Bagno di sangue a Chicago
Questa faida insanguinerà le strade di Chicago per alcuni anni con decine e decine di morti. Alla metà degli anni venti gli Aiello prendono il posto della Famiglia Genna dopo che Angelo Genna e alcuni dei suoi fratelli erano stati uccisi, così Joe Aiello diventa il più potente boss di Chicago assieme ad Al Capone. Agli inizi del 1926 i rapporti tra Aiello e il suo socio Tony Lombardo, consigliere di Capone, si guastano: Lombardo era diventato il capo dell'Unione Siciliana dopo la morte di Angelo Genna, ma Aiello aspirava a quel posto e così incominciò a progettare l'eliminazione di Lombardo e Capone, al fine di diventare il signore assoluto di Chicago.

### Aiello contro Capone
Aiello cercò di assassinare Capone facendo piazzare i suoi killer, armati di mitra e fucili di precisione, di fronte alla tabaccheria frequentata assiduamente da Capone e da i suoi uomini, ma l'agguato fallì. In un'altra occasione Aiello offrì allo chef del ristorante preferito di Capone 35.000 dollari per mettere del veleno nel suo piatto e in quello dei suoi luogotenenti, ma lo chef per paura di essere scoperto andò a riferire tutto alle vittime designate. Durante l'estate e l'autunno del 1927 la guerra infuriò per le strade di Chicago, con morti ed agguati da entrambe le parti, così verso la fine del 1927 Aiello fa venire a Chicago il giovane mafioso Angelo La Mantia, uno dei migliori killer della cosca mafiosa di Milwaukee.
Alcuni giorni dopo, alcuni poliziotti corrotti presenti sul libro paga di Capone fanno irruzione in un appartamento dell'Hotel Rex di Ashland Avenue, a nord di Chicago, arrestando Aiello, suo fratello Dominic, Angelo La Mantia ed altre quattro persone della cosca mentre stanno pianificando l'agguato: i poliziotti sequestrano armi e portano i sette alla stazione di polizia di Sud Clark Street.
Il 7 settembre del 1928 attorno alle 20 Antonino Lombardo esce dal suo ufficio dell'Unione, assieme ai suoi due guardaspalle Joseph Ferraro e Joe Lolordo ma ad un tratto si trovano addosso un gruppo di killer: ne nasce una sparatoria; Lombardo e Ferraro muoiono mentre Lolordo rimane leggermente ferito. Il posto di capo dell'Unione Siciliana viene preso dal fratello di Joseph, Pasquale Lolordo, originario di Siculiana (provincia di Agrigento).
Secondo alcuni fu lo stesso Aiello ad informare la polizia della riunione all'Hotel Statler di Cleveland, tenutasi nel novembre del 1928 tra i principali boss mafiosi siciliani d'America per discutere della presidenza nazionale dell'Unione Siciliana e dell'approvvigionamento di grosse quantità di zucchero per il contrabbando dell'alcol e per altre importanti questioni. Tra i 14 arrestati figuravano Pasquale Lolordo e Joseph Giunta di Chicago, Vincent Mangano, Joe Profaci, Joseph Magliocco di New York, Joseph Porrello e Joseph Lonardo di Cleveland, nativi di Licata (provincia di Agrigento, il quale avevano il monopolio dello zucchero a Cleveland e in tutto il Midwest), Salvatore Sabella capomafia di Philadelphia, Sam Carollo di New Orleans, Santo Trafficante Sr. dalla Florida, Nick Gentile di Kansas City nativo di Siculiana e altri mafiosi del New Jersey, Detroit, Pittsburgh, Buffalo e Boston.

### La presidenza dell'Unione Siciliana
Il 9 gennaio 1929 Lolordo viene ucciso a casa sua da persone che conosceva, probabilmente da uomini di Aiello del quale lui si fidava. Aiello così diventa il capo dell'Unione Siciliana di Chicago su sollecitazione dei boss delle altre città, il quale premono perché a Chicago lui e Capone firmino una tregua. Aiello sentendosi sempre più potente vuole sbarazzarsi definitivamente di Capone, così segretamente cerca di convincere Joseph Giunta, Albert Anselmi e John Scalisi a passare dalla sua parte, ma Capone scopre il tradimento ed i tre vengono assassinati, così la faida riesplode violentemente, e questa volta Capone vuole sbarazzarsi di Aiello una volta per tutte.

### Gli ultimi anni e la morte
All'inizio del 1930 a New York scoppia la Guerra castellammarese che vede contrapposti da una parte Salvatore Maranzano e dall'altra Joe Masseria. Aiello è alleato di Maranzano e dello schieramento Castellammarese, mentre Capone è un protetto di Joe Masseria. Nella metà del 1930 vengono uccisi Pietro Inserio e Jack Costa, due degli uomini più importanti della cosca di Aiello, e Pasquale Prestigiacomo, il consigliere della cosca e tesoriere dell'Unione Siciliana. Il 23 ottobre del 1930, verso mezzanotte, all'uscita da un appartamento di alcuni dei suoi uomini Aiello viene crivellato dai mitra dei killer di Capone: il coroner estrasse dal suo corpo ben 59 pallottole.
Aiello venne sepolto nel cimitero Riverside a Rochester, New York.